# Dirty Dancing (soundtrack)
Dirty Dancing is de originele soundtrack van de film met dezelfde naam, en werd op 21 augustus 1987 uitgebracht door RCA Records.
Het album was mede door de film een wereldwijd groot succes, waarmee het album op heden nog steeds in de top 25 staat van de lijst van bestverkochte albums wereldwijd, waarvan wereldwijd meer dan 32 miljoen exemplaren van verkocht zijn. De grootste hit op het album was het nummer "(I've Had) The Time of My Life", die op het hoogte punt in de film werd gebruikt. Acteur Patrick Swayze zong speciaal voor de film het lied "She's Like the Wind". Ook dit nummer werd op single uitgebracht en behaalde er een grote hit mee in vele landen. Als laatste werd ook het nummer "Hungry Eyes" op single uitgebracht, en ook dit nummer stond in vele landen hoog in de hitlijsten. Het nummer "Hey! Baby" van Bruce Channel, stond in 1961 al op de eerste plaats in de Billboard Hot 100, maar werd in 2000 mede door Cooldown Café in meerdere landen een bekend nummer.
Ook won het nummer "(I've Had) The Time of My Life" van Bill Medley en Jennifer Warnes in 1988 een Oscar (Best, Original Song), Golden Globe (Best Original Song - Motion Picture) en een Grammy Award (Best Pop Performance by a Duo or Group with Vocals).

## Original Soundtrack from the Vestron Motion Picture
De originele editie uit 1987.

### Nummers
| Nr. | Titel                          | Artiest(en)                    | Duur |
| --- | ------------------------------ | ------------------------------ | ---- |
| 1   | (I've Had) The Time of My Life | Bill Medley & Jennifer Warnes  | 4:47 |
| 2   | Be My Baby                     | The Ronettes                   | 2:37 |
| 3   | She's Like the Wind            | Patrick Swayze                 | 3:53 |
| 4   | Hungry Eyes                    | Eric Carmen                    | 4:06 |
| 5   | Stay                           | Maurice Williams & the Zodiacs | 1:34 |
| 6   | Yes                            | Merry Clayton                  | 3:15 |
| 7   | You Don't Own Me               | The Blow Monkeys               | 2:59 |
| 8   | Hey! Baby                      | Bruce Channel                  | 2:21 |
| 9   | Overload                       | Alfie Zappacosta               | 3:39 |
| 10  | Love Is Strange                | Mickey & Sylvia                | 2:52 |
| 11  | Where Are You Tonight?         | Tom Johnston                   | 3:59 |
| 12  | In the Still of the Night      | The Five Satins                | 3:03 |

## Twentieth Anniversary Edition
De editie uit 2007.

### Nummers
Disc 1 (cd)
| Nr. | Titel                                  | Artiest(en)                   | Duur |
| --- | -------------------------------------- | ----------------------------- | ---- |
| 1   | Be My Baby                             | The Ronettes                  | 2:38 |
| 2   | Where Are You Tonight?                 | Tom Johnston                  | 3:58 |
| 3   | Stay                                   | Maurice and the Zodiacs       | 1:38 |
| 4   | Hungry Eyes                            | Eric Carmen                   | 4:07 |
| 5   | Overload                               | Zappacosta                    | 3:41 |
| 6   | He! Baby                               | Bruce Channel                 | 2:22 |
| 7   | Love Is Strange                        | Mickey & Sylvia               | 2:53 |
| 8   | You Don't Own Me                       | The Blow Monkeys              | 3:02 |
| 9   | Yes                                    | Merry Clayton                 | 3:16 |
| 10  | In the Still of the Night              | The Five Satins               | 3:04 |
| 11  | She's Like the Wind                    | Patrick Swayze                | 3:50 |
| 12  | (I've Had) The Time of My Life         | Bill Medley & Jennifer Warnes | 6:46 |
| 13  | Big Girls Don't                        | The Four Seasons              | 2:24 |
| 14  | Merengue                               | Michael Lloyd & Le Disc       | 2:16 |
| 15  | Some Kind of Wonderful                 | The Drifters                  | 2:35 |
| 16  | Johnny's Mambo                         | Michael Lloyd & Le Disc       | 2:58 |
| 17  | Do you love me                         | The Contours                  | 2:53 |
| 18  | Love Man                               | Otis Redding                  | 2:16 |
| 19  | Gazebo Waltz                           | Michael Lloyd                 | 2:08 |
| 20  | Wipe Out                               | The Surfaris                  | 2:37 |
| 21  | These Arms of Mine                     | Otis Redding                  | 2:31 |
| 22  | De Todo Un Poco                        | Michael Lloyd                 | 2:27 |
| 23  | Cry to Me                              | Solomon Burke                 | 2:32 |
| 24  | Trot the Fox                           | Michael Lloyd & Le Disc       | 2:04 |
| 25  | Will You Love Me Tomorrow              | The Shirelles                 | 2:41 |
| 26  | Kellerman's Anthem                     | The Emile Bergstein Chorale   | 3:02 |
| 27  | Time of my Life (Instrumental version) | The John Morris Orchestra     | 0:58 |

Disc 2 (dvd)
| Nr. | Titel                          | Opmerkingen   |
| --- | ------------------------------ | ------------- |
| 1   | She's Like the Wind            | video         |
| 2   | Yes                            | video         |
| 3   | Hungry Eyes                    | video         |
| 4   | Do You Love Me                 | video         |
| 5   | (I've Had) The Time of My Life | video         |
| 6   | (I've Had) The Time of My Life | karaokeversie |
| 7   | Photo gallery                  |               |

## Hitnoteringen
| Landen                                | Hoogste positie |
| ------------------------------------- | --------------- |
| Australië (ARIA)                      | 12              |
| Duitsland (BVMI)                      | 1               |
| Frankrijk (SNEP)                      | 102             |
| Nederland (Album Top 100)             | 1               |
| Nieuw-Zeeland (RIANZ)                 | 1               |
| Noorwegen (VG-lista)                  | 1               |
| Oostenrijk (Ö3 Austria Top 40)        | 1               |
| Spanje (PROMUSICAE)                   | 23              |
| Verenigd Koninkrijk (UK Albums Chart) | 4               |
| Verenigde Staten (Billboard 200)      | 1               |
| Zweden (Sverigetopplistan)            | 4               |
| Zwitserland (Schweizer Hitparade)     | 1               |